# Dynamo Charkiv
Dynamo Charkiv (ukrainska: ХК Динамо Харків), är en ishockeyklubb från Charkiv, Ukraina. 

## Historik
Klubben bildades år 1979 och spelade ifrån säsongen 1982/1983 i den Sovjetiska andraligan. Man avancerade till första ligan 1988, där laget lyckades hänga kvar två säsonger. Efter att laget ej kvalificerat sig för spel i högsta ligan 1990, spelade de ytterligare två såsonger i Sovjetiska andraligan.
Efter 1992 var klubben inaktiv fram till säsongen 2012/2013, då man spelade en säsong i Profesionalna chokejna liha, Ukrainas dåvarande högsta-liga i ishockey. I september 2014 klarade klubben dock inte av att reda upp finanserna och upphörde därför. Ifrån och med säsongen 2017/2018 är klubben åter aktiv och deltar i Ukranian Hockey League.